# Maurice Honel
Maurice Louis Honel est un résistant et homme politique français né le 24 mars 1903 dans le 2e arrondissement de Paris et mort le 25 octobre 1977 dans le 14e arrondissement de Paris. Il est député communiste de la Seine de 1936 à 1940. Arrêté en 1943, il sera déporté à Auschwitz. 

## Biographie
Maurice Louis Honel naît le 24 mars 1903 dans le 2e arrondissement de Paris. 
Adhérent à la SFIO, puis au Parti communiste français, Maurice Honel dirige les Jeunesses communistes jusqu'en 1923.
Il habite à Levallois-Perret et exerce le métier d'artisan encadreur, comme son père. 
Selon Frédéric Charpier, il participe en janvier 1930 à l'enlèvement d'Alexandre Koutepov, dirigeant de l'Union générale des combattants russes, qui sera assassiné par la Guépéou. Maurice Honel aurait alors appartenu à la « brigade volante », chargée de prêter main-forte aux opérations speciales de la Guépéou en France.

### Député de la Seine
En 1936, Maurice Honel est élu député communiste de la Seine. Il est l'un des élus du Front populaire qui appellent à une contre-manifestation en mars 1937, ce qui donne lieu à la fusillade de Clichy.
Il est déchu de son mandat le 21 février 1940, avec les autres députés communistes.
Fait prisonnier à Dijon, en juin 1940, il est libéré dès juillet.

### Résistant
Maurice Honel gagne la zone sud pour s’intégrer au mouvement Libération-Sud (réseau Laforgue). Après avoir échappé à une arrestation, il revient à Paris où il se rapproche du Front national par l’intermédiaire d’Henri Krasucki.

### Auschwitz
Arrêté en 1943, Maurice Honel tente de se suicider. Il est hospitalisé à l’hôpital Necker.  Il est ensuite incarcéré trois mois à la prison de Fresnes
.
Il est déporté du camp de Drancy à Auschwitz par le convoi n° 58 le 31 juillet 1943. Sa dernière adresse connue est au 18, rue Théophraste-Renaudot dans le 15e arrondissement de Paris. Il est déporté en tant que juif.
Maurice Honel est interné au camp annexe de Jaworzno. Le 17 janvier 1945, il subit une marche de la mort vers Breslau qui aboutit au camp de Blechhammer. Il s’évade et part à la rencontre des troupes soviétiques.
Il est rapatrié via Odessa à Marseille en avril 1945.

### Retour à Paris
De retour en France, Maurice Honel fonde l'amicale des anciens déportés d'Auschwitz, dont il est le premier président (1945-1946). Une attaque d’hémiplégie l’oblige, en 1948, à cesser toute activité professionnelle et politique. Il se consacre alors à l'écriture de poèmes,,, ayant pour thème la déportation.

### Famille
Maurice Honel épouse le 11 avril 1940 Mira Bojm, née le 24 septembre 1905, à Kazemeniec, militante communiste, membre des FTP-MOI. Celle-ci est arrêtée, par hasard, le 31 mars 1943, quelques jours avant son mari. Elle est déportée dans le même convoi que lui, le convoi no 58. Elle survit au camp d'Auschwitz,.
Maurice et Mira Honel ont une fille, Laura, née en 1939, qu'ils retrouvent après la guerre à la maison d'enfants « Villa Massilia » gérée par l'Union des juifs pour la résistance et l'entraide (UJRE) à Sainte-Maxime (Var) et dont ils assurent la direction jusqu'en 1948,.
Il meurt le 25 octobre 1977 dans le 14e arrondissement de Paris.